# U-Bahn Wien T und T1

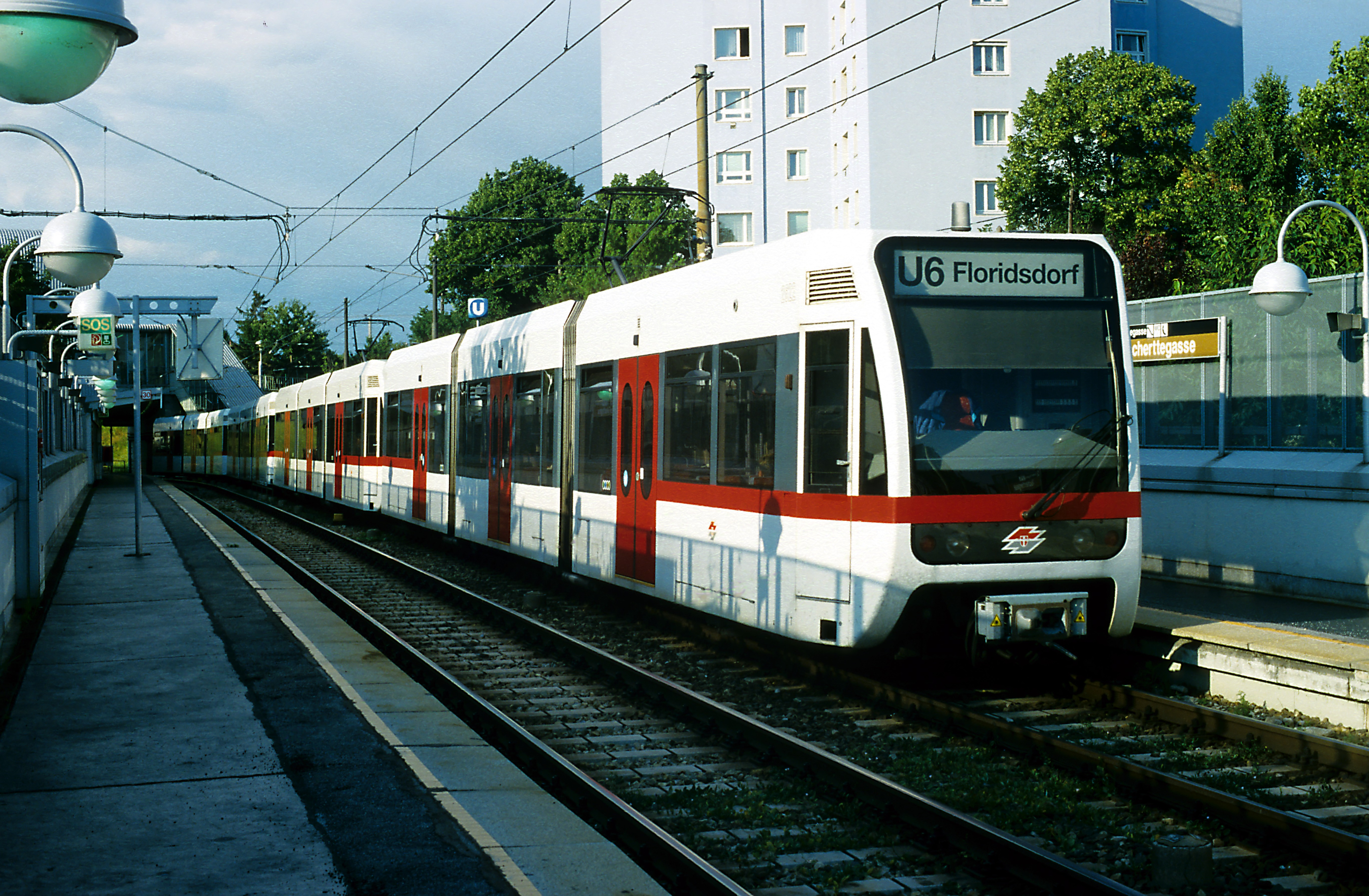
Type T der U6 noch mit Rollbandanzeige in der U-Bahn-Station Tscherttegasse

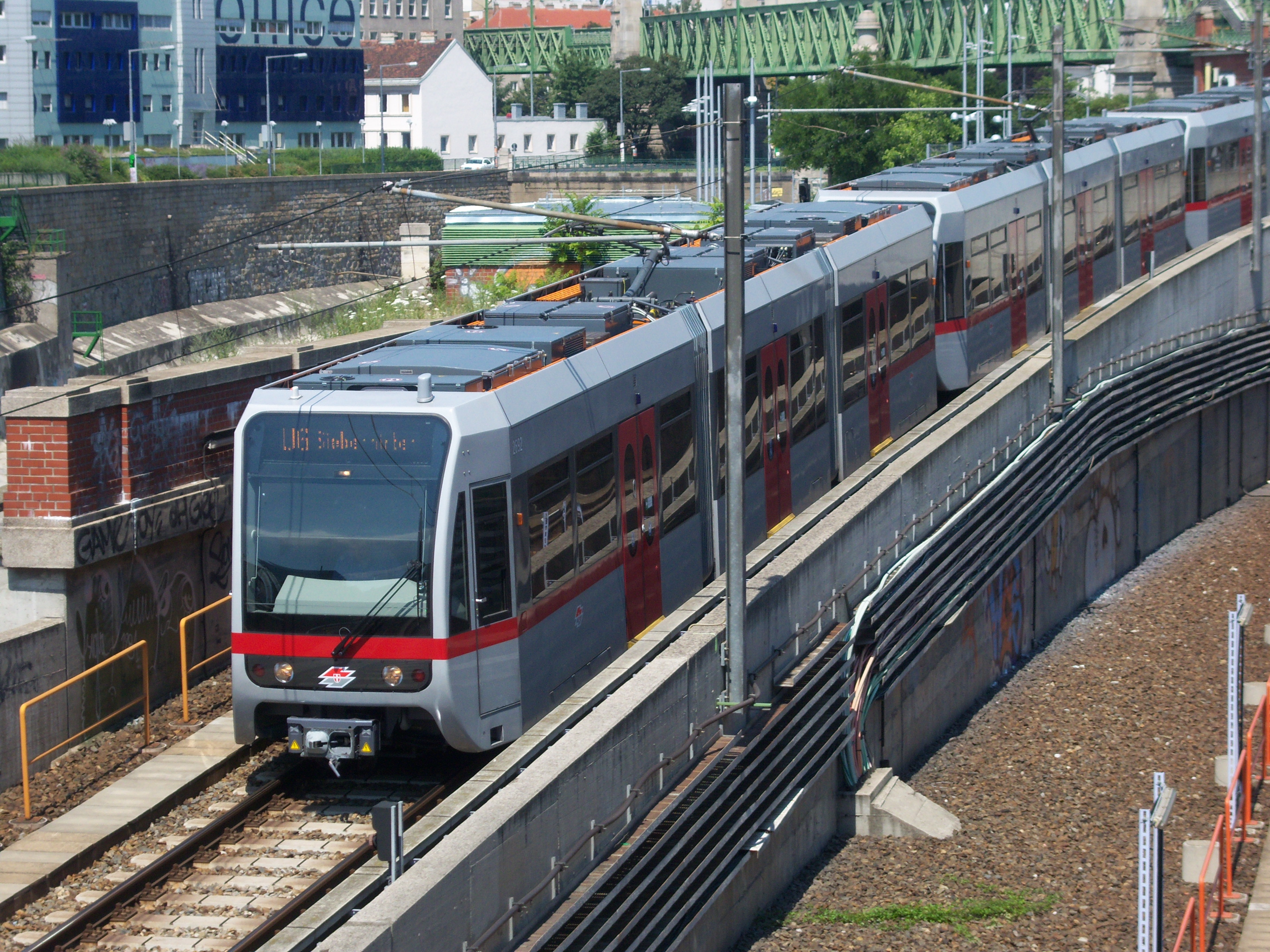
Type T_{1} der U6 in der U-Bahn-Station Längenfeldgasse

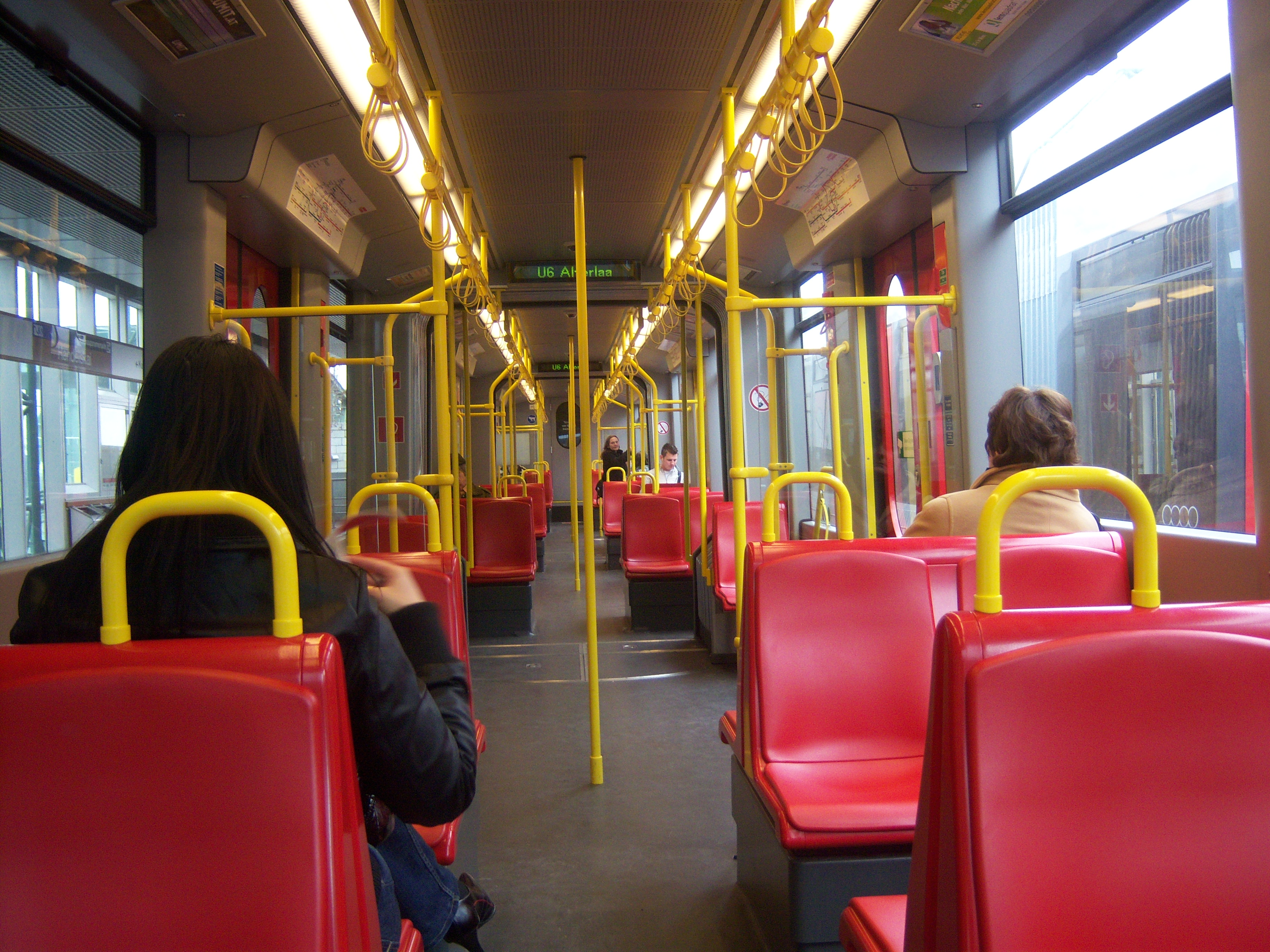
Innenausstattung Typ T_{1}

Die Typen T und T1 bezeichnen eine neue Generation Niederflurfahrzeuge der U-Bahn Wien. Sie wurden zwischen 1992 und 2000 bzw. 2008 und 2014 von Bombardier Wien Schienenfahrzeuge gebaut und verkehren ausschließlich auf der Linie U6, auf deren Strecke keine Hochbahnsteige errichtet wurden und die Fahrstromversorgung über die von der elektrischen Stadtbahn übernommenen Fahrleitungsanlagen erfolgt, während die anderen Wiener U-Bahnlinien mit seitlichen Stromschienen ausgerüstet wurden.

## Allgemeines
Als man die Gürtellinie und den Verbindungsbogen der ehemaligen Wiener Elektrischen Stadtbahn in das U-Bahn-Netz integrieren wollte, schien ein Umbau für den Einsatz der Silberpfeile aufgrund der baulichen Gegebenheiten nicht realisierbar. Daher wurden beim Umbau zur Linie U6 grundsätzliche Elemente von der Stadtbahn übernommen, darunter der Oberleitungsbetrieb, die Bahnsteighöhe sowie die Signal- und Sicherungstechnik.

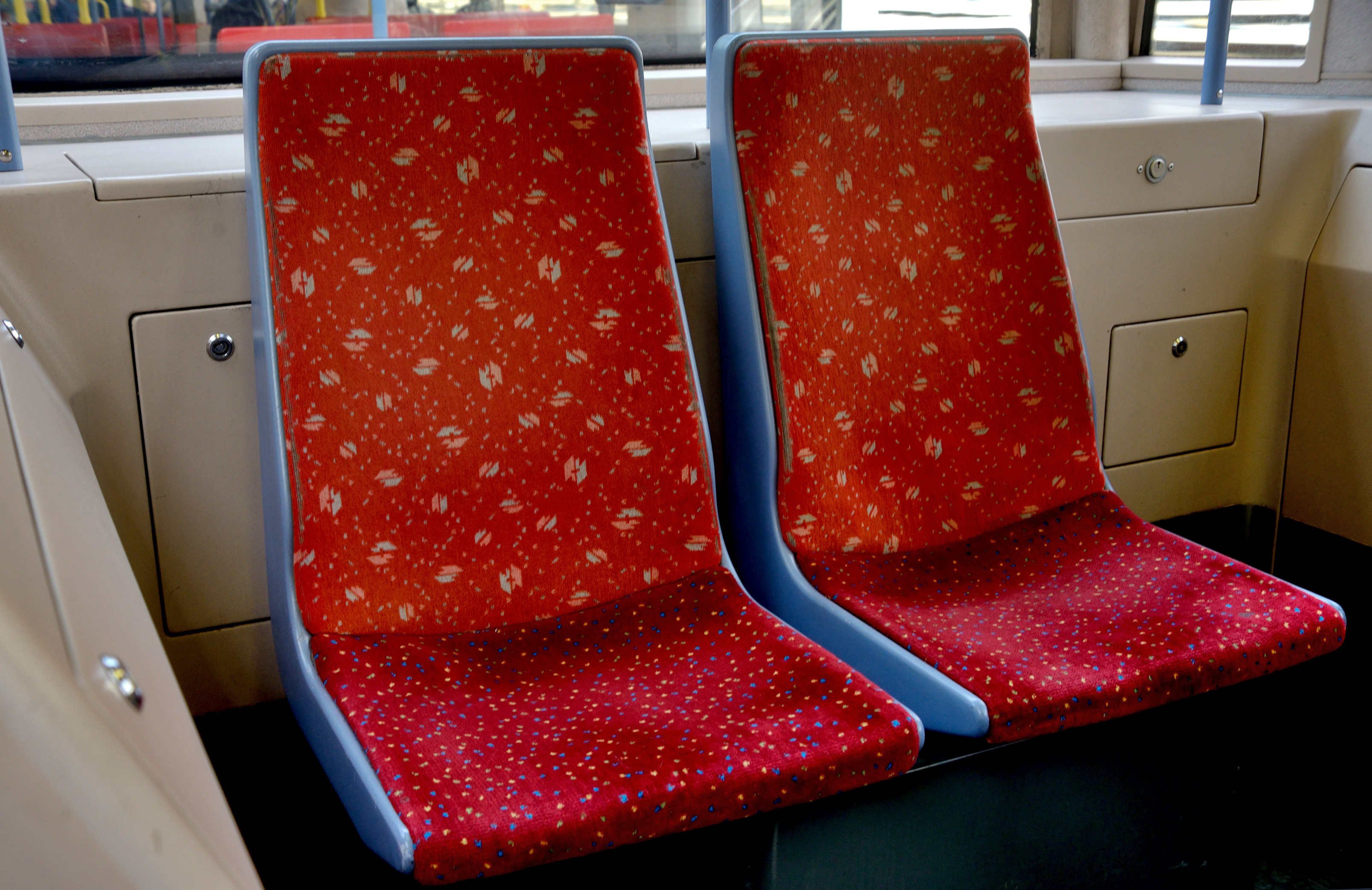
Sitze am führerstandslosen Wagenende, unter der Abdeckung rechts daneben befindet sich das Hilfsfahrpult.

Deshalb mussten für die U6 neue Fahrzeuge beschafft werden. Ab 1992 wurden von Bombardier Wien Schienenfahrzeuge (BWS) 2,65 Meter breite, 26,8 Meter lange sechsachsige Doppelgelenk-Niederflurwagen der Type T geliefert. Die auf dem Mittelteil aufgesattelten Endwagenkästen laufen auf je einem Triebdrehgestell.
Der zwischen den Einstiegen durchgehend niederflurige Wagenboden ist über den Triebdrehgestellen erhöht, die unterschiedlich hohen Bereiche sind über Rampen barrierefrei verbunden. Von außen ist der Niveauunterschied an der Fensterunterkante erkennbar. Die Mittelteile laufen auf vom Knickwinkel des benachbarten Gelenks gesteuerten Losradsätzen.
In jedem Wagen gibt es nur einen vollwertigen, vom Fahrgastraum abgetrennten Führerstand. Am anderen Wagenende ist in Fahrtrichtung rechts ein abgedecktes Hilfsfahrpult eingebaut. Im Regelbetrieb werden vier Wagen zu einem Zug gekuppelt, wobei die Wagen so angeordnet sind, dass sich an beiden Enden eines Zugs vollwertige Führerstände befinden.
Für einen schnellen Fahrgastwechsel gibt es pro Seite in jedem Wagenkasten eine zweiflügelige Schwenkschiebetür. Die Wagen sind zusätzlich für den Betrieb im Straßenbahnnetz mit Fahrtrichtungsanzeigern und Bremslichtern ausgerüstet. Genutzt werden diese Einrichtungen jedoch nur für Überführungsfahrten zur Hauptwerkstatt Simmering. Ähnliche Fahrzeuge fahren als Reihe 400 auf der Lokalbahn Wien–Baden, dort allerdings als vollausgerüstete und damit einzeln einsetzbare Zweirichtungswagen. Die WLB-Wagen sind etwas schmaler, außerdem gibt es bei ihnen im Mittelteil keine Tür.
Bis zur Indienststellung der Wagen der Reihe T1 verkehrten die Fahrzeuge der Type T im Mischbetrieb mit den der älteren Stadtbahnwagen der Type E6/c6. Dafür wurden die Wagen des Typs T mit der über Lichtwellenleiter übertragenen Vielfachsteuerung der Wagen der Typen E6/c6 geliefert.
Seit Ende 2008 verkehren auf der U6 nur noch Garnituren der Typen T und T1 von Bombardier. Für den gemeinsamen Betrieb wurde die Vielfachsteuerung des Typs T nach dem Ausscheiden der Typen E6 und c6 an die des Typs T1 angepasst. Die Wagen der Type T und T1 weisen Videoüberwachung, elektronische Innen- und Außenanzeigen und Klimaanlagen auf. Bei den Wagen des Typs T wurden die Klimaanlagen erst beim im Juli 2020 abgeschlossenen Umbau nachgerüstet.
Die Wagen der Typen T und T1 gelten als Vorgänger der Fahrzeugfamilie Flexity Swift.

## Farbgebung und Design
Die äußere Gestaltung der Triebwagen der Typen T und T1 entspricht dem Farbschema der Wiener Linien. Allerdings waren die Garnituren der Type T, statt wie die Triebwagen der Type T1 hellgrau, weiß lackiert. Durch die Generalüberholung der Wagen des Typs T sind mittlerweile alle Garnituren hellgrau lackiert, wodurch ein einheitliches Farbschema auf der U6 zur Anwendung kommt.

## Generalüberholung der T
Bis 2019 wurden sämtliche Züge der Type T generalüberholt. Hierbei erfolgten folgende Änderungen an den Fahrzeugen:
1. Als Übergangslösung wurden „Lüftungskiemen“ sowie Sonnenschutzfolien an den Fenstern, welche für mehr Luftzirkulation und mehr reflektierte Wärme sorgen sollten, eingebaut, da durch die weitgehende Hochlage der U6 im Sommer bis zu über 40 Grad in den Zügen herrschen. Bis Juli 2020 wurden in sämtlichen Zügen Klimaanlagen nachgerüstet und im Zuge dessen die Lüftungskiemen wieder entfernt.[1][2]
2. Neulackierung im hellgrauen Farbschema der T1.
3. Neue Bestuhlung, identisch mit den Wagen Typ T1.
4. Änderung an der Motorsteuerung, welche einen weniger schrillen Beschleunigungsvorgang mit sich bringt.[3]

## Technische Daten
|                        | T           | T1          |
| ---------------------- | ----------- | ----------- |
| Länge:                 | 27,3 m      | 26,8 m      |
| Breite:                | 2,65 m      | 2,65 m      |
| Achsformel:            | Bo’1’1’Bo’  | Bo’1’1’Bo’  |
| Spurweite:             | 1435 mm     | 1435 mm     |
| Höhe:                  | 3,4 m       | 3,65 m      |
| Sitzplätze:            | 58          | 57          |
| Stehplätze:            | 136         | 136         |
| Leermasse:             | 34,7 t      | 37,6 t      |
| Einstiegshöhe:         | 440 mm      | 440 mm      |
| Höchstgeschwindigkeit: | 80 km/h     | 80 km/h     |
| Spannung:              | 750 V =     | 750 V =     |
| Stromversorgung:       | Oberleitung | Oberleitung |
| Anzahl:                | 78          | 66          |